# Boss (chanson de Fifth Harmony)
 (avril 2017).
Si vous disposez d'ouvrages ou d'articles de référence ou si vous connaissez des sites web de qualité traitant du thème abordé ici, merci de compléter l'article en donnant les références utiles à sa vérifiabilité et en les liant à la section « Notes et références ».
Pour les articles homonymes, voir Boss (homonymie).
Singles de Fifth Harmony
Miss Movin'On
(2013) Sledgehammer
(2014)
Bo$$ est une chanson du girl group américain Fifth Harmony. La chanson est sortie le 7 juillet 2014 et fait partie de leur album Reflection sorti le 30 janvier 2015.

## Classement
| Classement (2014)                             | Meilleure Position |
| --------------------------------------------- | ------------------ |
| Canada (Canadian Hot 100)                     | 75                 |
| République Tchèque (Singles Digitál Top 100)  | 39                 |
| Slovaquie (Singles Digitál Top 100)           | 40                 |
| Espagne (PROMUSICAE)                          | 37                 |
| Écosse (Official Charts Company)              | 12                 |
| Royaume Uni Singles (Official Charts Company) | 21                 |
| États-Unis Billboard Hot 100                  | 43                 |
| États-Unis Mainstream Top 40 (Billboard)      | 37                 |

## Récompenses
| Pays              | Récompenses | Nombres d'albums vendus |
| ----------------- | ----------- | ----------------------- |
| États Unis (RIAA) | Platine     | 1 000 000               |